# بي 3 إكس-888
بي 3 إكس-888 هو اسم أطلقته الأرض على كوكب في مسلسل الخيال العلمي ستارغيت إس جي 1 . يعيش على هذا الكوكب جنس يسمي أوناس، بالإضافة لكونه الكوكب الأم للغواؤلد، والذي بدؤوا فيه ولأول مرة في الاندماج مع مضيف (الأوناس)، حيث تمكنوا من فهم رموز بوابة النجوم ورحلوا عبرها لأنحاء المجرة المختلفة بادئين حملتهم.
الغواؤلد لا يزالوا حتي الآن متواجدين في المياه الموجودة على سطح الكوكب، ويعيشوا هم والأوناس في حالة عداء.
ظهر الكوكب في حلقة الأوناس الأول أو (The First Unas) بالموسم الرابع.